# Bembidion sulcipenne
Bembidion sulcipenne är en skalbaggsart som beskrevs av Sahlberg. Bembidion sulcipenne ingår i släktet Bembidion och familjen jordlöpare. Inga underarter finns listade i Catalogue of Life.